# جيرهارد باول (أستاذ جامعي)
جيرهارد باول (بالألمانية: Gerhard Paul)‏ هو مؤرخ العصر الحديث ‏ ألماني، ولد في 15 مارس 1951 في بيدنكوبف في ألمانيا.